# Pierpaolo Frau
Pierpaolo Frau (Cagliari, 29 giugno 1970) è un militare italiano, carabiniere insignito della medaglia d'oro al valor civile.

## Biografia
In servizio presso il nucleo radiomobile di Milano il 14 maggio 1999 rimase coinvolto con altri militari, maresciallo ordinario Luigi Mangano, vicebrigadiere Giuseppe Ciminelli, appuntato Rocco Iannelli, nel comune di Milano, in un conflitto a fuoco con alcuni pregiudicati che stavano assaltando un furgone portavalori.
Con decreto del presidente della Repubblica datato 31 maggio 2000 gli fu tributata la medaglia d'oro al valor civile.